# Jugoslavien i olympiska sommarspelen 1968
Jugoslavien deltog med 69 deltagare vid de olympiska sommarspelen 1968 i Mexico City. Totalt vann de tre guldmedaljer, tre silvermedaljer och två bronsmedaljer.

## Medaljer

### Guld
- Miroslav Cerar - Gymnastik, bygelhäst.
- Đurđica Bjedov - Simning, 100 meter bröstsim.
- Ozren Bonačić, Dejan Dabović, Zdravko Hebel, Zoran Janković, Ronald Lopatny, Uroš Marović, Đorđe Perišić, Miroslav Poljak, Mirko Sandić, Karlo Stipanić och Ivo Trumbić - Vattenpolo.

### Silver
- Đurđica Bjedov - Simning, 200 meter bröstsim.
- Stevan Horvat - Brottning, lättvikt.
- Dragutin Čermak, Krešimir Ćosić, Vladimir Cvetković, Ivo Daneu, Radivoj Korać, Zoran Marojević, Nikola Plećaš, Trajko Rajković, Dragoslav Ražnatović, Petar Skansi, Damir Šolman och Aljoša Žorga - Basket.

### Brons
- Branislav Simić - Brottning, mellanvikt.
- Zvonimir Vujin - Boxning, lättvikt.